# John Dell
John Dell (* 1965 in Slidell, Louisiana) ist ein US-amerikanischer Comiczeichner.

## Leben und Arbeit
Dell ist seit den späten 1980er Jahren als Comiczeichner tätig. Er hat sich dabei vor allem auf die Überarbeitung der Bleistiftvorzeichnungen anderer Künstler mit Tusche spezialisiert („Inken“).
Zu den Serien die Dell in der Vergangenheit als Stammtuscher betreut hat zählen unter anderem JLA und Lobo. Darüber hinaus hat er als Gasttuscher an Serien wie Adventures of Superman, The Batman Chronicles, The Demon, Extreme Justice, Firestorm, Flash, Green Lantern, Hawkman, Hourman, Legion of Super-Heroes, L.E.G.I.O.N., Batman: Shadow of the Bat, Robin, Steel und Superboy gearbeitet. Hinzu kommen Arbeiten an Miniserien und One Shots wie Birds of Prey: Manhunt, Birds of Prey: Revolution, Birds of Prey: Batgirl, Birds of Prey: Wolves, Robin plus Impulse, The Atom Special oder Martian Manhunter Special.
Zu den Künstlern deren Arbeiten Dell besonders häufig getuscht hat zählen Howard Porter, Gary Frank und Val Semeiks, daneben hat er aber auch die Arbeiten von Zeichnern wie Curt Swan, Mike Wieringo und Scott McDaniels überarbeitet.